# Exhorder
Exhorder is een Amerikaanse thrashmetalband uit New Orleans. Exhorder wordt beschouwd als de uitvinder van op groove gerichte thrashmetal, een stijl die in de jaren 1990 bekend werd door bands als Pantera en Machine Head.

## Bezetting
Oprichters
- Kyle Thomas (zang)
- Jay Ceravolo (gitaar)
- Vinnie LaBella (gitaar)
- Andy Villafarra (basgitaar, tot 1991)

Huidige bezetting
- Kyle Thomas (zang)
- Vinnie LaBella (gitaar)
- Marzi Montazeri (gitaar)
- Jason VieBrooks (basgitaar)
- Sasha Horn (drums)

Voormalige leden
- Frank Sparcello (basgitaar, vanaf 1991; † 2011)
- Jay Ceravolo (gitaar)
- Chris Nail (basgitaar)

## Geschiedenis
Exhorder werd geformeerd in 1985. Een jaar later werd de demo Get Rude gestart en werd Exhorder gecontracteerd door Mean Machine. Twee jaar later stapte Exhorder de studio in om hun debuutalbum op te nemen. Mean Machine moest echter faillissement aanvragen, zodat delen van de opnamen als demo werden gepubliceerd. Roadrunner Records contracteerde uiteindelijk de band en in 1990 verscheen het debuutalbum Slaughter in the Vatican. De harde, agressieve thrash van de band vond veel vrienden. De cover waarop de paus naar de galg wordt gesleept, veroorzaakt protesten vanuit verschillende hoeken. Na een Europese tournee stapt bassist Andy Villafarra uit. Hij wordt vervangen door Frank Sparcella.
Het tweede album The Law kwam uit in 1992 en werd een mijlpaal in thrashmetal. Uiterlijk op dit album wordt duidelijk dat het nieuwe geluid van Pantera (van Cowboys from Hell) duidelijk geïnspireerd is door Exhorder. Exhorder toert met Entombed door Noord-Amerika. Ze werden financieel bedrogen door de manager van de Zweden. Exhorder annuleert vervolgens de tournee en reist het liefst een tweede keer door Europa. Ze worden nauwelijks ondersteund door Roadrunner, dus Exhorder lost gefrustreerd op.
Thomas sluit zich bijna aan bij Corrosion of Conformity, maar besluit dan om zijn eigen band Penalty te beginnen. Penalty moest zich om juridische redenen hernoemen in Floodgate. In 1996 verscheen het Floodgate-debuut Penalty, waarmee de band met Sepultura door Europa toerde. Thomas trad ook kort op als zanger van de band Trouble en Alabama Thunderpussy en is te horen op het album Roadrunner United. Jay Ceravolo was nog steeds actief in de band Fall From Grace. Van de andere muzikanten zijn geen andere projecten bekend. Exhorder is sinds het voorjaar van 2008 weer actief en werkt aan nieuw materiaal.

## Discografie

### Albums
- 1986: Get Rude (demo)
- 1988: Slaughter in the Vatican (demo)
- 1990: Slaughter in the Vatican
- 1992: The Law
- 2019: Mourn the Southern Skies